# لوتوس اکسیج
لوتوس اکسیج (به انگلیسی: Lotus Exige) خودرویی است که از سال 2000 تا 2021 در انگلستان تولید شده‌است.
این خودرو در کلاس خودروی اسپورت قرار گرفته و طراحی آن موتور وسط عقب-محور عقب است. سیستم جعبه‌دندهٔ آن ۶ دنده به صورت دستی است.

#### طراحی:
اولین نسل بدنه Exige بر اساس بدنه سری 1 Elise بود که از سال 1996 تا 2000 تولید شد، اگرچه لوتوس الیزه بلافاصله پس از معرفی Exige به روز شد اما اکسیج هم بلافاصله با یک بدنه عقب غیرقابل جابجایی، "فست بک" با روکش موتور شفاف رنگی و بال عقب نصب شده روی صندوق عقب، آپدیت شد. ورودی های هوای جلو جدید با یک تقسیم کننده مشبک هوا به اکسیج اضافه شدند و هر دو بدنه تاشوی جلو و عقب پهن تر شدند تا مسیر چرخ باز تری را داشته باشد. سری 1 اکسیج تا سال 2001 و در مجموع 604 نمونه ساخته شد و این خودرو تا سری 2 در سال 2004 جایگزین نشد.

#### لوتوس اکسیج سری یک:
لوتوس اکسیج اصلی با نام سری یک در سال 2000 با موتور 1.8 لیتری Rover K Series Inline-four تنفس طبیعی عرضه شد. قدرت آن 177 اسب بخار در 7800 دور در دقیقه در فرم استاندارد بود و همچنین یک نسخه "track spec" با 190 اسب بخار هم برای عرضه توسط لوتوس موجود شد. این خودرو دارای گیربکس پنج سرعته دستی و حداکثر سرعت 219 کیلومتر در ساعت (136 مایل در ساعت) است. لوتوس اکسیج 0-97 کیلومتر  را در 4.7 ثانیه و 0-100 کیلومتر در ساعت در 4.9 ثانیه طی می کند.

#### لوتوس اکسیج سری دو:
اکسیج سری 2 در سال 2004 معرفی شد و دارای یک موتور 1.8 لیتری 16 سوپاپ DOHC تویوتا/یاماها تنفس طبیعی بود که 190 اسب بخار را با نام موتور تویوتا 2ZZ-GE ثبت کرد. در مقایسه با سری 2 الیزه، دارای اسپلیتر جلو، سقف فایبرگلاس سخت، پوشش موتور عقب و اسپویلر عقب است. تنها هدف از افزودنی های آیرودینامیکی به پایه پلتفرم الیزه، ایجاد نیروی رو به پایین بیشتر بوده است. اکسیج در ژانویه 2006 و در نمایشگاه خودروی لس آنجلس برای بازار آمریکا رونمایی شد.

#### لوتوس اکسیج 50:
در فوریه 2005، لوتوس تولید محدود 50 Exiges را با استفاده از موتور تویوتا با سوپرشارژر اعلام کرد. این سوپرشارژر قدرت خروجی اکسیج را به 243 اسب بخار افزایش داد. البته این مدل‌ ها فقط در رنگ‌های زرد و مشکی که رنگ‌های نسخه لوتوس اسپرت را نشان می‌دهند و دارای نشان 240R هستند عرضه شدند. شتاب صفر تا 97 کیلومتر در ساعت 3.9 ثانیه و 0 تا 161 کیلومتر در ساعت  9.9 ثانیه اعلام شدو حداکثر سرعت آن به 249 کیلومتر در ساعت می رسد.
همچنین لوتوس اکسیج در مدل های GT3 و 260 و S تا سال 2011 تولید شد.

#### لوتوس اکسیج سری سه:
در نمایشگاه خودرو فرانکفورت 2011، نسخه 2012 Exige S معرفی شد که دارای یک موتور 3.5 لیتری V6 سوپرشارژ (از Evora S) با قدرت 345 اسب بخار بود و در سال 2013، یک نسخه رودستر هم با تغییرات جزئی در طراحی به نمایش در آمد. اکسیج سری 3 به موتور 3.5 لیتری سوپرشارژ شش سیلندر مجهز شد که قادر است 345 اسب بخار نیرو تولید کند و با سرعت 277 کیلومتر در ساعت بر روی جاده پرواز کند.

لوتوس در سال های بعدی نسخه های بسیاری از اکسیج را از جمله Cup360، LF1، اسپرت 350 و 380 را تا سال 2018 به عرضه گذاشت و از آن پس سری Cup 430، لوتوس اکسیج را پرچمداری کرد.